# Cladotanytarsus mancus
Cladotanytarsus mancus är en tvåvingeart som först beskrevs av Walker 1856.  Cladotanytarsus mancus ingår i släktet Cladotanytarsus och familjen fjädermyggor. Arten är reproducerande i Sverige. Inga underarter finns listade i Catalogue of Life.